# Anocracia
La anocracia, o semi-democracia, es un sistema de gobierno que incluye características de inestabilidad política, ineficacia y una «mezcla incoherente de rasgos y prácticas autoritarias y democráticas». Estos regímenes son particularmente susceptibles al estallido de un conflicto armado y a repentinos cambios de liderazgo. A pesar de su uso relativamente popular, la anocracia no tiene una definición precisa. A veces se define vagamente como parte democracia y parte dictadura. Otra definición clasifica la anocracia como «un régimen que permite algunos medios de participación a través de la oposición grupal pero cuyos mecanismos para la corrección de injusticias están poco desarrollados». Algunos investigadores distinguen las anocracias de las autocracias y las democracias por su menor capacidad para mantener la autoridad, la dinámica política y las agendas políticas.
La definición operativa de anocracia ha sido ampliamente utilizada por los investigadores Monty G. Marshall y Benjamin R. Cole en el Centro para la Paz Sistémica (Center for Systemic Peace) y obtiene su mayor difusión a través de los datos Polity. La clasificación de los Estados se realiza midiendo variables como el acceso al poder ejecutivo, limitaciones en su autoridad y competencia política, y organizándolas en una escala de -10 a +10, donde -10 corresponde a una monarquía hereditaria y +10 a una democracia consolidada. Las anocracias corresponden a una puntuación de entre -5 y +5. A su vez, los regímenes anocráticos se pueden clasificar en «anocracias cerradas» (de -5 a 0) y «anocracias abiertas» (de 1 a 5).
El número de regímenes anocráticos ha variado a lo largo del tiempo. Su mayor incremento se produjo tras el fin de la Guerra Fría. A finales de 2013, había 53 países clasificados como anocracias.